# Кастеллано, Талия
Та́лия Джой Кастелла́но (англ. Talia Joy Castellano; 18 августа 1999, Орландо, Флорида, США — 16 июля 2013, Орландо, Флорида, США) — американский визажист и блогер, наиболее известный благодаря своему каналу на YouTube.

## Биография
Талия Джой Кастеллано родилась 18 августа 1999 года в Орландо (штат Флорида).
Талия была наиболее известна благодаря своему каналу на YouTube, TaliaJoy18, где её видео были просмотрены в общей сложности 39 миллионов раз на момент её смерти. В 2013 году Кастеллано появилась на первой странице журнала CoverGirl с лозунгом «Макияж — мой парик».
Талии был поставлен диагноз нейробластома в возрасте семи лет, и она прошла различные виды терапии. Сначала Кастеллано была объявлена выздоровевшей от рака, но в течение последующих шести лет у неё дважды случился рецидив. В это время у неё был диагностирован лейкоз в костном мозге, и медицина оказалась неспособна бороться одновременно с обоими заболеваниями.
Кастеллано умерла утром 16 июля 2013 года, за месяц до своего 14-летия, проведя последние недели жизни в больнице. Ролик YouTube Rewind от 11 декабря 2013 года был посвящён покойной девушке.